# Molophilus (Molophilus) nokonis
Molophilus (Molophilus) nokonis is een tweevleugelige uit de familie steltmuggen (Limoniidae). De soort komt voor in het Oriëntaals gebied.